# Damir Muraja
Damir Muraja (Osijek, 10. travnja 1959.) je hrvatski publicist i pionir računarstva, vlasnik izdavačke kuće Muraja.
Napisao je prvu hrvatsku svjetski uspješnu videoigru 1984. pod imenom Kung Fu, zajedno s Duškom Dimitrijevićem, za računalo ZX Spectrum. Autor je većeg broja priručnika za programiranje za ZX Spectrum, Orao, IBM PC i druga računala. Također je bio redovni pisac za časopis PC Chip.

## Vanjske poveznice
- Damir Muraja o sebi  Arhivirana inačica izvorne stranice od 6. veljače 2005. (Wayback Machine)